# Swertia hickinii
Swertia hickinii är en gentianaväxtart som beskrevs av Isaac Henry Burkill. Swertia hickinii ingår i släktet Swertia och familjen gentianaväxter. Inga underarter finns listade i Catalogue of Life.